# Cary-Hiroyuki Tagawa
Cary-Hiroyuki Tagawa (jap. 田川洋行 Tagawa Hiroyuki; ur. 27 września 1950 r. w Tokio) – japońsko-amerykański aktor filmowy i telewizyjny.

## Biografia
Urodził się w Tokio jako syn amerykańskiego żołnierza i japońskiej aktorki. Ukończył University of Southern California. Żonaty z Sally Phillips, mają dwoje dzieci Calen i Brynne.

## Wybrana filmografia
- 1986: Odpowiedź zbrojna jako Toshi
- 1987: Ostatni cesarz jako Chang
- 1991: Ostry poker w Małym Tokio jako Funekei Yoshida
- 1991: Kickboxer 2: Godziny zemsty jako pan Sangai
- 1992: Nemesis jako Angie-Liv
- 1993: Wschodzące słońce jako Eddie Sakamura
- 1994: Niebezpieczeństwo jako Kon
- 1995: Mortal Kombat jako Shang Tsung
- 1996: Fantom jako Wielki Kabai Sengh
- 1999: Johnny Tsunami jako Johnny „Tsunami” Kapahala
- 1999: Zły generał jako Ruechang
- 2000: Zasady walki jako David Chan
- 2001: Planeta Małp jako Krull
- 2001: Duch jako Chang
- 2003: Słoneczny patrol – Ślub na Hawajach jako Mason Sato
- 2005: Elektra jako Roshi
- 2005: Wyznania gejszy jako Baron
- 2006: Młodzi Tytani: Problem w Tokio jako Brushogun (głos)
- 2007: Johnny Kapahala: Z powrotem na fali jako Johnny „Tsunami” Kapahala
- 2008: Podróż widmo jako Steward
- 2009: Mój przyjaciel Hachiko jako Ken
- 2010: Tekken (film) jako Heihachi Mishima

### Seriale
- 1997: Gwiezdne Wrota SG1 jako Turgan (gościnnie)
- 2011: Zemsta jako Satoshi Takeda
- 2015: The Man in the High Castle jako Nobusuke Tagomi
- 2018: Zagubieni w kosmosie jako Hiroki Watanabe